# Stillingia scutellifera
Stillingia scutellifera är en törelväxtart som beskrevs av David James Rogers. Stillingia scutellifera ingår i släktet Stillingia och familjen törelväxter. Inga underarter finns listade i Catalogue of Life.